# Taseopteryx sericea
Taseopteryx sericea là một loài bướm đêm trong họ Noctuidae.